# شرح تحقیقی دیوان خواجه شمس‌الدین محمد حافظ شیرازی
شرح تحقیقی دیوان خواجه شمس‌الدین محمد حافظ شیرازی کتابی شش‌جلدی از منصور رستگار فسایی است که در آن نویسنده به شرح دیوان حافظ پرداخته‌است. این اثر برگزیدهٔ کتاب سال حافظ شد.

## نقد
محمدرضا ضیا در مقاله‌ای با عنوان «شرح تحقیقی حافظ، یا کشکول رستگار؟!» به نقد این کتاب پرداخته‌است. ضیا از برگزیده‌شدن این کتاب به‌عنوان کتاب سال حافظ اظهار تعجب می‌کند و به تفسیرهای عجیب از ترکیبات حافظ، آشفتگی‌های ویرایشی و نگارشی، ضبط اشتباه اشعار، عدم استفاده از منابع روزآمد، اشکالات ظاهری، اشکالات تایپی و اعراب‌گذاری‌های غلط اشاره می‌کند. او همچنین نویسندهٔ کتاب را به کتاب‌سازی متهم می‌کند و معتقد است «بیش از هفتصد صفحهٔ این شرح، بازنویسی لغت‌نامهٔ دهخداست.»